# 유성 생식
유성생식(有性生殖, 영어: sexual reproduction)은 암수의 구별이 있는 두 생식 세포가 결합하여 새로운 개체를 만드는 생식법이다. 접합(接合, 영어: bacterial conjugation)을 유성생식으로 보는 견해도 있다.

## 수정
유성생식에 있어서 생식 세포가 정자(정핵)와 난자(난세포)로 분화하여, 이들 배우자가 융합(접합)하는 것을 '수정'이라고 한다.
유성생식을 하는 세포 사이에서, 직접 접합을 할 수 없는 식물에서는 세포를 특별한 생식 세포, 즉 한쪽 또는 양쪽 모두 이동이 가능한 배우자로 변형시켜, 이들의 운동을 통해 두 세포가 접합함으로써 유성생식이 이루어지게 된다.
즉, 모체는 이동할 수 없어도 편모를 갖춘 배우자는 물 속을 헤엄쳐 접합할 상대를 찾는다. 이것은 물 속에서 생활을 하는 조류, 또는 균류에서는 쉬운 일이며, 육상 식물 중에도 배우체가 지표면에 붙어 생활하고 있는 민꽃식물이나 양치식물에서는 편모를 가진 정자가 비오는 날을 이용해서 물 속을 헤엄쳐 난자에 도달할 수 있다.
그러나 종자식물의 경우에는 생식 기관인 꽃이 지표로부터 훨씬 떨어진 높은 위치에 달려 있으므로, 배우자는 물을 통하여 다른 곳으로 갈 수가 없다. 따라서, 이러한 고등 식물에서는 꽃 속의 수술에서 정세포를 넣은 꽃가루가 만들어져, 바람이나 동물 등에 의해 암술에 닿게 되어 그 곳에서 수정이 이루어지게 된다.

### 배우자의 분화
녹조식물의 클라미도모나스는 2개의 편모로 물 속을 헤엄쳐다니는데, 유성생식을 할 때는 그 몸이 그대로 배우자낭이 되어 낡은 세포벽을 벗고 그 속에서 2개의 편모를 가진 1개의 배우자가 헤엄쳐 나온다. 이렇게 하여 만들어진 2개의 배우자는 융합하여, 4개의 편모를 가진 접합자가 되며, 얼마 후에는 운동을 정지하여 두꺼운 세포막을 둘러쓰고 휴면한다.
이러한 클라미도모나스의 유성생식은 그 종류에 따라 융합하는 배우자 사이에 크기, 모양의 구별을 전혀 할 수 없는 것(동형 배우자), 한쪽이 대형이고 다른 한쪽이 소형이며 운동성에도 다소 차이가 있는 것(이형 배우자)이 있다.
또, 어떤 종류에서는 큰 배우자가 편모를 갖지 않아 운동성이 없어서 다른 쪽의 작은 배우자가 큰 배우자에게 헤엄쳐오기도 하는데, 이 경우가 바로 운동성 정자와 부동성 난자로 분화된 경우라고 볼 수 있다. 운동성을 가진 정자 중에도 홍조식물의 것은 편모가 없으므로, 물 속에서 아메바 운동으로 난자에 도달한다.
또한, 선태식물·양치식물에서는 정자의 모양이 가늘고 길어 다소 나선형으로 말려 있고, 양치식물의 정자에서는 2개의 편모 대신 많은 섬모가 나 있는 것이 많다. 이와 같이, 변형된 정자에서는 몸의 대부분을 핵물질이 차지하며, 세포질 부분은 최소한으로 필요한 정도밖에 갖고 있지 않다.

### 성의 분화
2개의 배우자가 융합하는 것은 이들 배우자 사이에 생리적인 차이점이 있기 때문이다. 일반적으로 유성생식은 이러한 생리적인 차이로서 2개의 극단적인 상태, 즉 암컷과 수컷, 또는 ＋와 －라고 하는 상태를 생각할 수 있다. 이것을 '성의 2극성'이라 한다.
예를 들어, 클라미도모나스의 동형 배우자인 경우에는 모체나 배우자 사이에 형태적, 행동적인 차이가 없기 때문에, 어느 쪽이 암배우자인지 수배우자인지를 분간할 수가 없다. 한편, 해캄의 경우는 한쪽에서 다른 쪽으로 핵이나 세포질의 이동이 있기 때문에 행동적으로는 구별이 분명하나 모체의 사상체 사이에는 형태적인 차이가 없으므로 암수를 명확하게 구별하기가 어렵다. 따라서, 이 경우에는 대부분 핵이나 세포질을 주는 쪽을 ＋로 나타내고, 받는 쪽을 －로 나타내고 있다. 이와 같이, 배우자가 생기는 배우자낭, 또는 더욱 복잡해진 생식 기관, 또한 그것들이 생기는 모체 식물에 확실한 성의 차이가 있는 경우에, 보통 난자가 만들어지는 쪽을 암그루, 정자가 만들어지는 쪽을 수그루라고 한다.

### 성의 결정
성의 표현은 유전적으로 결정되는 경우와, 환경 조건 등에 의해 결정되는 경우가 있다. 이때 앞의 경우를 유전학적 성 결정, 뒤의 경우를 표현적 성 결정이라고 한다.
예를 들어, 녹조식물의 싱경이에서는 종류나 품종에 의해 성이 결정되어 있어, 어떤 종류에서는 한그루에 생기는 배우자 사이에서 융합이 일어나는 반면, 다른 종류에서는 서로 다른 그루의 배우자 사이에서만 융합이 이루어지므로, 융합이 일어나는 그루를 세분하면 2개의 무리로 나뉘게 된다. 이러한 유전적 성 결정을 하는 것에는 성 결정의 유전자인 F와 M의 2개가 서로 대립되는 위치에 있기 때문에 어미 그루는 F와 M의 어느 한쪽만을 갖게 되므로, 각각의 그루에서는 F나M의 어느 하나만을 가진 배우자가 만들어지게 되는 것이다. 또한 인간은 XY 염색체가 있다 여자는XX남자는XY다 난자는 X염색체만 있고 정자는 X와Y가 있다 (X정자+X난자=여자 아기 Y정자+X난자=남자아기)
한편, 표현적 성 결정을 하는 것에는 F와 M이 같은 염색체에 들어 있어서 M쪽의 성을 발현하느냐 F쪽의 성을 발현하느냐는, 배우자 형성이나 또는 방출된 배우자가 놓인 환경에 의해 상당히 임의적으로 결정된다고 생각된다.

## 유성생식의 예

### 규조식물
규조식물에서는 색다른 유성생식이 이루어지고 있다. 즉, 1개의 세포가 2개로 분열한 뒤에 이것이 다시 융합하여 접합자를 만드는 것으로, 유성생식을 1개의 세포 속에서 끝내버리고 마는 것이다. 또한 2개의 세포가 서로 접합한 후에 각각의 세포가 감수 분열을 하여 2개씩의 크고 작은 핵, 즉 4개의 핵을 만들며, 세포질은, 이들 크고 작은 핵을 1개씩 갖도록 나뉘어 각각 세포 밖으로 나와 버린다. 그리하여, 다른 세포에서 온 것끼리 융합해서 2개의 접합자를 만드는데, 접합자 안에서는 대핵만이 융합하고 소핵은 퇴화해 버리는, 즉 개체 접합에서 배우자 형성으로 한 걸음 발전한 모습을 보여준다. 이와 같이, 규조류에서는 유성생식전에 감수 분열을 하기 때문에 접합조식물과는 반대로 핵형이 2n을 이루게 된다.

### 균류의 예
일반적으로, 유성생식에서 2개의 세포가 접합할 때, 유전 물질을 가진 핵이 곧 결합되는 것은 아니지만, 균류중 특히 담자균류에서는 이러한 경향이 현저하다. 이것을 살펴보면 다음과 같다. 포자에서 뻗어나온 균사의 세포는 제각기 1개씩의 핵을 가지는데, 이것을 '1차 균사'라고 한다. 1차 균사는 성(性)이 다른 균사와 앞끝에서 융합하여 1개의 2핵성균사, 즉 '2차 균사'가 된다. 이 2차 균사가, 이른바 접합자인데, 이때 핵융합은 일어나지 않고 1개의 세포에 성이 다른 2개의 핵이 공존한 채 분열을 계속하게 되며, 핵융합은 포자가 형성되기 바로 전에 일어난다. 그리하여, 세포 분열은 이 특수한 2핵성을 유지해 가기 위해 '클램프 형성'이라고 하는 색다른 방법으로 행해진다.

## 같이 보기
- 세대교번
- 무성생식
- 생식
- 생식기

## 참고 자료
- 이 문서에는 다음커뮤니케이션(현 카카오)에서 GFDL 또는 CC-SA 라이선스로 배포한 글로벌 세계대백과사전의 내용을 기초로 작성된 글이 포함되어 있습니다.